# کلیسای تولو
۶۰°۱۰′۴۷″ شمالی ۰۲۴°۵۵′۱۶″ شرقی / ۶۰٫۱۷۹۷۲°شمالی ۲۴٫۹۲۱۱۱°شرقی
کلیسای تولو (فنلاندی: Töölön kirkko، سوئدی: Tölö kyrka) یک کلیسای لوتران در منطقه تولو هلسینکی در فنلاند است.
این بنا توسط معمار فنلاندی هیلدینگ اکلوند و در سبک کلاسیسیسم نوردیک طراحی و در سال ۱۹۳۰ تکمیل گردید و در سال ۱۹۴۱ رسماً به عنوان یک کلیسای مستقل شناخته شد.
سالن اصلی کلیسا ظرفیت نشستن ۴۰۰ نفر را دارد. همچنین دو سالن اجتماع برای کشیش‌ها با ظرفیت ۷۰ و ۲۰ نفر وجود دارد.
کلیسای تولو برای یک بازسازی کامل در سال ۲۰۱۲ بسته شد و پس از سه سال و نیم عملیات ترمیم و بازسازی در اوایل سال ۲۰۱۶ بازگشایی شد.

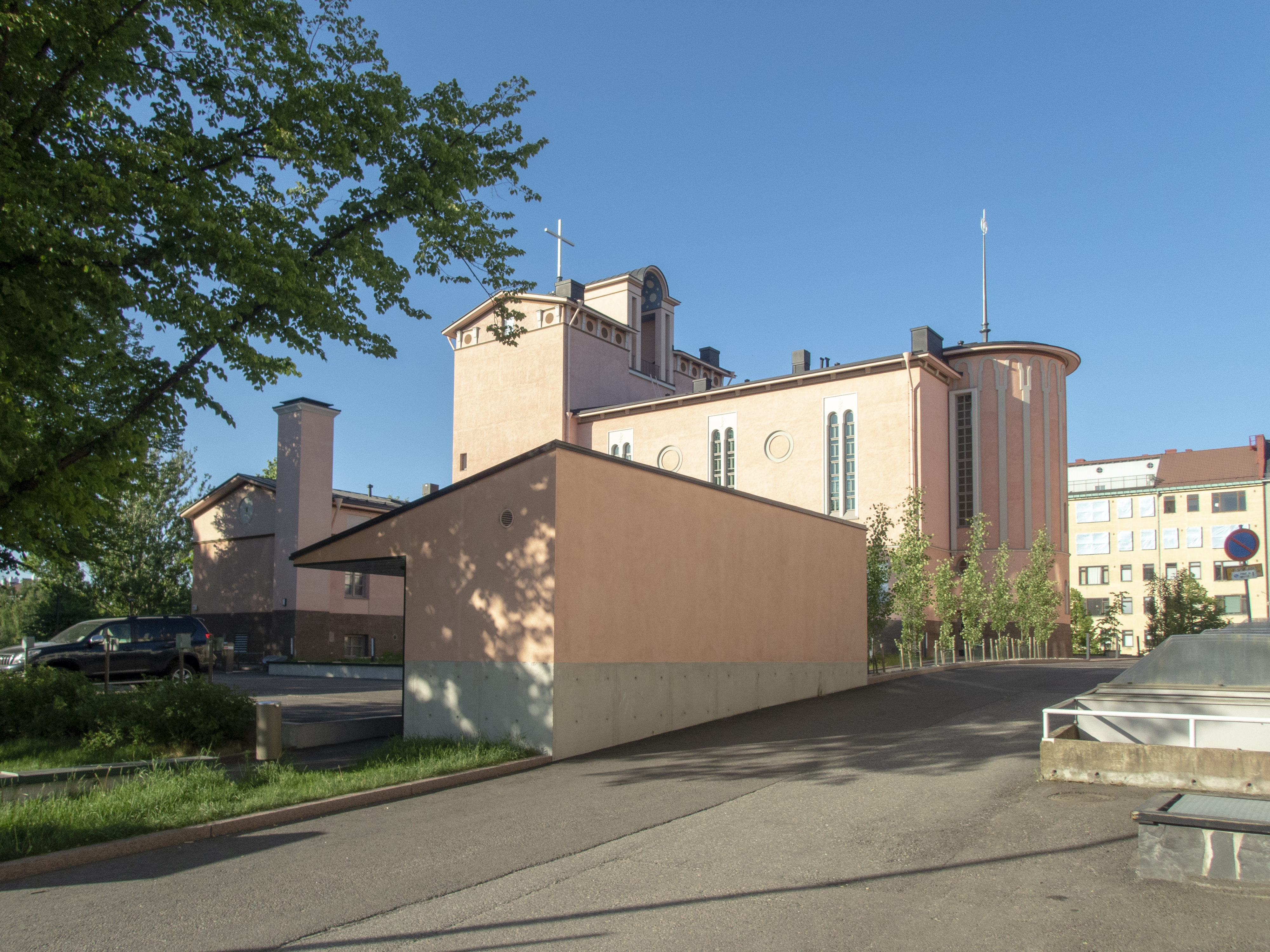
کلیسای تولو در هلسینکی در مه ۲۰۰۷